# ایزابلا دوم اورشلیم
ایزابلا دوم اورشلیم (انگلیسی: Isabella II of Jerusalem; c. 1212 – 25 april ۱۲۲۸ (۱۵−۱۶ سال))، ملکه سیسیل، امپراتریس مقدس روم و ملکه آلمان و ملکه اورشليم بود که در قرن ۱۲ و ۱۳ میلادی زندگی می‌کرد.